# Silvano Chesani
Silvano Chesani (* 17. Juli 1988 in Trient) ist ein ehemaliger italienischer Leichtathlet, der sich auf den Hochsprung spezialisiert hat. Seinen größten Erfolg feierte er mit dem Vizehalleneuropameistertitel 2015 in Prag.

## Sportliche Laufbahn
Erste internationale Erfahrungen sammelte Silvano Chesani im Jahr 2007, als er bei den Junioreneuropameisterschaften in Hengelo mit übersprungenen 2,21 m den fünften Platz belegte. 2009 belegte er bei den U23-Europameisterschaften in Kaunas mit 2,24 m den fünften Platz und 2011 schied er bei den Weltmeisterschaften in Daegu mit 2,25 m in der Qualifikationsrunde aus. Im Jahr darauf verpasste er bei den Hallenweltmeisterschaften in Istanbul mit 2,22 m den Finaleinzug und schied Ende Juni auch bei den Europameisterschaften in Helsinki mit 2,15 m in der Vorrunde aus. 2013 verpasste er bei den Halleneuropameisterschaften in Göteborg mit 2,23 m den Finaleinzug und gewann bei den Mittelmeerspielen in Mersin mit 2,28 m die Silbermedaille hinter dem Griechen Konstandinos Baniotis. Daraufhin schied er bei den Weltmeisterschaften in Moskau mit 2,26 m in der Qualifikationsrunde aus. 2015 gewann er bei den Halleneuropameisterschaften in Prag mit 2,31 m die Silbermedaille hinter dem Russen Daniil Zyplakow und im Jahr darauf verpasste er bei den Olympischen Sommerspielen in Rio de Janeiro mit 2,22 m den Finaleinzug. 2017 belegte er bei den Halleneuropameisterschaften in Belgrad mit 2,27 m den sechsten Platz und 2022 beendete er seine aktive sportliche Karriere im Alter von 34 Jahren.
2011 wurde Chesani italienischer Meister im Hochsprung im Freien sowie 2012 und 2013 sowie 2015 und 2017 in der Halle.